# Eurysternus hypocrita
Eurysternus hypocrita är en skalbaggsart som beskrevs av Vladimir Balthasar 1939. Eurysternus hypocrita ingår i släktet Eurysternus och familjen bladhorningar. Inga underarter finns listade i Catalogue of Life.